# Albrecht Bertram
Albrecht Bertram (* 2. Oktober 1950 in Braunschweig) ist ein ehemaliger Universitätsprofessor für Mechanik. Er war Inhaber des Lehrstuhls Festigkeitslehre des Instituts für Mechanik (IFME) an der Otto-von-Guericke-Universität Magdeburg und ist außerplanmäßiger Professor am Fachgebiet Kontinuumsmechanik und Materialtheorie des Instituts für Mechanik an der Technischen Universität Berlin.

## Werdegang
Albrecht Bertram studierte an der Technischen Universität Berlin. 1975 schloss er sein Studium der Physikalischen Ingenieurwissenschaft mit einem Diplom ab. Seine Diplomarbeit fertigte er unter Anleitung von Peter Haupt an. Danach war er als wissenschaftlicher Assistent am 2. Institut für Mechanik der Technischen Universität Berlin tätig. Bertram promovierte 1980 bei Rudolf Trostel, einem Schüler von István Szabó sowie Kollege Walter Nolls zu dessen Berliner Zeit, zum Dr.-Ing. mit einer Arbeit über Materielle Systeme mit inneren Zwangsbedingungen. Er habilitierte sich dort 1987 mit einer Arbeit über den Versuch einer axiomatischen Einführung in die Kontinuumsmechanik basierend auf einem Leistungsfunktional zum Dr.-Ing. habil. Ab 1987 war er Privatdozent an der Technischen Universität Berlin.
Von 1988 bis 1995 war Bertram bei der Bundesanstalt für Materialforschung und -prüfung im Referat Rechnerische Werkstoff- und Bauteilanalyse als wissenschaftlicher Mitarbeiter tätig.
Am 1. Mai 1995 wurde Bertram zum Universitätsprofessor für Festigkeitslehre als Nachfolge für Johannes Altenbach am Institut für Mechanik an der Otto-von-Guericke-Universität berufen. Daneben ist er seit 11. Juli 1995 außerplanmäßiger Professor an der Technischen Universität Berlin. Zwischen 2001 und 2006 war er Leiter des Instituts für Mechanik in Magdeburg. Zum 31. März 2016 ging Bertram in den Ruhestand. Sein Lehrstuhl (Festigkeitslehre) wurde aufgelöst und am 1. April 2016 dem Lehrstuhl Technische Mechanik (Lehrstuhlinhaber: Holm Altenbach) angegliedert.
In seiner Laufbahn hatte er mehrere Gastaufenthalte an folgenden Universitäten:
- Universidad Industrial de Santander, Bucaramanga, Kolumbien, 1983 bis 1985 (Dozent)
- University of Dar-es-Salaam, Tansania, 1986 (Gastdozent)
- Pontificia Universidade Catolica in Rio de Janeiro, Brasilien, 1987 (Forschungsaufenthalt)
- Ecole des Mines in Paris, Frankreich, 2005 (Gastprofessor)
- Universität von Havanna, Kuba, 2010 (Gastprofessor)
- University of California at Berkeley, USA, 2010 (Gastwissenschaftler)

Zu seinen Schülern zählt Thomas Böhlke.

## Forschungsschwerpunkt
Der Schwerpunkt Bertrams Arbeiten ist die Materialmodellierung. Hintergrund ist die kontinuums-thermomechanisch konsistente Entwicklung erweiterter Ansätze für Ingenieuranwendungen. Die Arbeiten betreffen die gesamte Bandbreite inelastischen Materialverhaltens bei geometrischer Nichtlinearität.
Daneben beschäftigt er sich mit den Grundlagen generalisierter Kontinuumstheorien, speziell der Kontinua, bei denen höhere Gradienten der Verschiebungen genutzt werden.

## Sonstiges
Bertram gilt als Vertreter der sogenannten 'Berliner Schule der Kontinuumsmechanik' (Berlin school of continuum mechanics). Diese Schule ist stark beeinflusst von Arbeiten der Wissenschaftler Clifford Truesdell und Walter Noll. Er ist bekannt für seine präzisen Darstellungen aufgrund mathematischer und physikalischer Grundlagen bei gleichzeitiger Vermeidung rein intuitiver Ansätze.
Bertram steht in einem langen Stammbaum von Wissenschaftlern aus Physik und Mathematik, u. a. 
- Edmund Landau
- Ferdinand Georg Frobenius
- Karl Theodor Wilhelm Weierstraß
- Georg Karl Wilhelm Hamel
- David Hilbert
- Felix Klein
- Rudolf Otto Sigismund Lipschitz
- Gustav Peter Lejeune Dirichlet
- Simeon Denis Poisson
- Jean-Baptiste Joseph Fourier
- Joseph Louis Lagrange
- Pierre-Simon Laplace

etc., um nur einige zu nennen.
Albrecht Bertram betreibt seit dem Jahr 2000 den kostenfreien Informationsdienst TMinfo. Dieser Informationsdienst für das Fachgebiet Technische Mechanik ist für alle auf dem Gebiet der Technischen Mechanik wissenschaftlich Interessierten aus Hochschulen, Instituten und Industrie gedacht. Es werden wichtige Informationen wie Ankündigungen von wissenschaftlichen Treffen, Vorträgen, Konferenzen usw., Stellenausschreibungen und -gesuche sowie Anzeige von Publikationen, Reports und Arbeitsmaterialien auf dem Gebiet der Technischen Mechanik per E-Mail verbreitet.

## Mitgliedschaften
- Albrecht Bertram ist Mitglied im Netzwerk Wissenschaftsfreiheit.[12]

## Privates
Albrecht Bertram lebt in Berlin, wo er lange Zeit eine Wohngemeinschaft betrieb. Prominente Mitbewohner waren u. a. Samuel Forest und Bob (Robert) Svendsen. Mittlerweile ist er verheiratet, jedoch kinderlos.

## Werke
- Mechanik: Beiträge zu Theorie und Anwendungen, zum 60. Geburtstag von Prof. Dr.-Ing. Rudolf Trostel. TU Berlin, Univ.-Bibliothek, Abt. Publikationen, 1988, (als Herausgeber zusammen mit S. Mohammad Nasserie und R. Sievert) siehe: https://d-nb.info/890697272
- Axiomatische Einführung in die Kontinuumsmechanik. BI Wissenschaftsverlag, 1989, siehe: https://d-nb.info/891051260
- Micro-Macro-Interactions in Structured Media and Particle Systems. Springer, 2008 (als Herausgeber zusammen mit Jürgen Tomas), doi:10.1007/978-3-540-85715-0
- Elasticity and Plasticity of Large Deformations: An Introduction. 3. Auflage. Springer, 2012, doi:10.1007/978-3-642-24615-9
- Festkörpermechanik. 2. Auflage. Eigenverlag, 2015, siehe: http://edoc2.bibliothek.uni-halle.de/hs/id/26047 (zusammen mit Rainer Glüge)
- Solid Mechanics: Theory, Modeling, and Problems. Springer, 2015, doi:10.1007/978-3-319-19566-7 (zusammen mit Rainer Glüge)
- Compendium on Gradient Materials. Eigenverlag, 2016 (aktuelle Version), siehe: https://www.ifme.ovgu.de/ifme_media/FL/Publikationen/Compendium+on+Gradient+Materials+Okt+2016.pdf
- Magdeburger Vorlesungen zur Technischen Mechanik. Eigenverlag, 2016, siehe: http://www.redaktion.tu-berlin.de/fileadmin/fg49/publikationen/bertram/Bertram_Magdeburger_Vorlesungen_2016.pdf
- Formelsammlung zur Technischen Mechanik. Eigenverlag, 2016, siehe: https://www.ifm.tu-berlin.de/fileadmin/fg49/publikationen/bertram/Bertram_Formelsammlung_Techn_Mechanik_2016.pdf
- Mechanics of Strain Gradient Materials. Springer, 2020 (als Herausgeber zusammen mit Samuel Forest), doi:10.1007/978-3-030-43830-2
- Elasticity and Plasticity of Large Deformations – Including Gradient Materials. 4. Auflage. Springer, 2021 (vierte Auflage von Elasticity and Plasticity of Large Deformations: An Introduction), doi:10.1007/978-3-030-72328-6
- Compendium on Gradient Materials. Springer, 2022, doi:10.1007/978-3-031-04500-4